# Длинный Ваппер
Длинный Ваппер (нидерл. Lange Wapper) — великан, согласно легенде живущий в Антверпене и пугающий горожан. Кроме Антверпена, легенды о Длинном Ваппере существуют в Бланкенберге и Нейлене.
Длинный Ваппер, как правило, худ и высок, что позволяет ему быстро переноситься из одного города в другой. В комиксах Вилли Вандерстена из цикла «Сюске и Виске» особое внимание уделено гладко выбритому подбородку Длинного Ваппера.
Длинный Ваппер появляется ночью и преследует пьяниц при этом он становится всё больше и больше, а когда пьяница добирается до дома,  Ваппер любит заглядывать к нему в окна. Иногда Ваппер притворяется младенцем и пьет материнское молоко, и снова стремительно растёт. В Антверпене рассказывают, что однажды Длинный Ваппер притворился женщиной, за которой ухаживали четверо. От её имени Длинный Ваппер наказал им всем доказать свою любовь: первый должен был два часа просидеть на кладбищенском кресте, второй — два часа пролежать в гробу под тем крестом, третий — постучать по гробу, а четвёртый должен был с цепью в руках обежать крест. Первый, увидев как второй ложился в гроб, от ужаса упал с креста и разбился на смерть. Второй умер со страху, услышав как третий стучится в его гроб. Третий умер, решив, что дьявол с цепями пришёл за его душой. Четвёртый же сошел с ума, бросился в Шельду и утонул.

## Длинный Ваппер в сегодняшней Бельгии
- В честь этого Длинного Ваппера был назван проект моста, призванного решить транспортные проблемы Антверпена[4].
- У входа в замок Стен в 1963 году был поставлен памятник Длинному Вапперу работы Альберта Пулса.
- Длинному Вапперу посвящена одна из песен Ваннеса Ван де Велде.
- В честь Длинного Ваппера назван один из антверпенских театров кукол[5][6].
- Именем Длинного Ваппера назван один из самоотвозных землесосов Dredging int., вместимость трюма 13700 m³, порт приписки — Антверпен[7].